# John Milton (pare)
John Milton (1562 - 1647) fou un músic anglès, pare del cèlebre poeta del mateix nom (John Milton).
Entre les seves obres hi figuren: un madrigal a sis veus, titulat Fayre Oriana in the morne; quatre motets que s'afegiren a les Tears and lamentations, de William Leighton, i diverses melodies de salms.